# Jamal Ali
Jamal Ali Hamza (2 de fevereiro de 1956) é um ex-futebolista profissional iraquiano, que atuava como meia.

## Carreira
Jamal Ali fez parte do elenco da histórica Seleção Iraquiana de Futebol da Copa do Mundo de 1986 